# Фортинский, Феодор Яковлевич
 Феодор Яковлевич Фортинский  (15 [27] февраля 1846, Рязанская губерния — 12 [25] декабря 1902, Киев) — российский историк-медиевист, доктор общей истории (с 1877), заслуженный ординарный профессор (с 1897), декан историко-филологического факультета (1887—1890), ректор Императорского университета Св. Владимира (1890—1902).

## Биография
Родился 15 (27) февраля 1846 года в селе Шостье, Касимовского уезда Рязанской губернии. Отец — Яков Афанасьевич Фортинский; мать — Ольга Алексеевна (урождённая Глебова).
Учился в рязанском духовном училище и семинарии, из которой вышел за год до окончания курса в 1865 году. Вышел из духовного звания и поступил в Императорский Санкт-Петербургский университет, где учился на историко-филологическом факультете. Во время учёбы получил серебряную медаль за сочинение на факультетскую тему «О значении слова δῆμος у византийского писателя VI века Прокопия». По окончании курса со степенью кандидата в 1869 году был оставлен стипендиатом для подготовки к профессорскому званию по всеобщей истории.
В 1872 году защитил магистерскую диссертацию «Титмар Мерзебургский и его хроника» (СПб., 1872), после чего был избран доцентом по кафедре всеобщей истории в киевском университете Св. Владимира. Получив в 1874 году заграничную командировку с учёной целью на 2 года, Фортинский занимался преимущественно в исторических семинариях Гёттингенского университета, а также в Париже в École des chartes и в École des hautes études. Отчёты о своих научных занятиях за границей Фортинского были напечатаны в «Журнале Министерства народного просвещения» в 1875 и 1876 годах.
В 1877 году после защиты диссертации «Приморские вендские города и их влияние на образование Ганзейского союза» (Киев, 1877), Фортинский получил степень доктора всеобщей истории, после чего был избран ординарным профессором университета Св. Владимира; читал общие и специальные курсы по средневековой истории и руководил практическими занятиями студентов-историков по изучению памятников европейской истории в средние века.
В течение целого ряда лет был секретарём совета и деканом историко-филологического факультета, а в последние 12 лет, с 1 августа 1890 года — ректором университета.
Большая часть работ Фортинского была напечатана в «Киевских университетских известиях»: «Причины распадения монархии Карла Великого» (1872); «О положении городских ремесленников в Германии в средние века» (1881); «Опыт систематической обработки исторической критики» (1884) и др. Кроме того, Фортинскому принадлежит статья, напечатанная в «Журнале Министерства народного просвещения» за 1892 г.: «Борьба нищенствующих монахов с парижским университетом в половине XIII в.», и др. В 1878 году был удостоен от Академии наук медали за разбор сочинения Гедеонова «Варяги и Русь», номинированную на Уваровскую премию.
Был с 1873 года действительным, а с 1895 года — почётным членом Киевского общества летописца Нестора.
Умер 12 (25) декабря 1902 года в Киеве. Похоронен на Байковом кладбище.